# Operazione Locksmith
L'operazione Locksmith è stata un'operazione di sabotaggio tentata in Grecia dalle forze alleate nei confronti della Germania nazista, nelle acque di Corinto durante la seconda guerra mondiale. Nello specifico, l'operazione prevedeva di posizionare degli esplosivi presso il Canale di Corinto con l'intento di distruggerlo. Promotrice dell'intera azione di sabotaggio fu la Special Operations Executive (SOE), l'intelligence britannica attiva principalmente nel sud del Mediterraneo e in Medio Oriente. La missione, durata dal 7 gennaio al 15 marzo 1943, fallì per una serie di circostanze sfortunate, nel 1941 un tentativo simile tentativo aveva avuto anch'esso esito negativo. Questa operazione viene ricordata principalmente per la figura di Mike Cumberlege, Tenente Comandante della Royal Navy a capo della missione, successivamente internato a Mauthausen-Gusen e Sachsenhausen, ove probabilmente morì nel 1945.

## Antefatti
Nella primavera del 1941, durante la Battaglia di Grecia tra Alleati e forze naziste, il Tenente Comandante Mike Cumberlege fu incaricato di operare sotto copertura e boicottare i tedeschi, per conto della speciale divisione di intelligence britannica SOE. A lui e al suo team venne messo a disposizione un caïque, un tipo di imbarcazione greca leggermente armata, l'HMS Dolphin II. Ad aprile del 1941 Cumberlege navigò lungo il Canale di Corinto per posizionare le mine e gli esplosivi di profondità, nel tentativo di distruggere, o quantomeno danneggiare il canale, così da poter tagliare le linee per eventuali rifornimenti tedeschi. Sfortunatamente però, tali esplosivi non detonarono, facendo così fallire la missione, con il risultato di infliggere un duro colpo alla strategia britannica dell'area. 

## L'operazione
Il 7 gennaio del 1943, circa due anni dopo il primo tentativo, il Tenente Cumberlege, appena tornato in servizio dopo un periodo di riposo in patria a seguito della febbre tifoide, si imbarcò assieme al suo team della SOE, comprendente il Sergente Maggiore James C. Steele, il Sergente Thomas E. Handley (radio operatore) e il caporale ceco Jan Kotrba. A Beirut salirono a bordo del sottomarino greco Papanicolis. Fu il secondo tentativo di distruggere il Canale di Corinto, sfruttando le conoscenze acquisite nel tentativo fallito del 1941. Cumberlege fu coinvolto nella preparazione e assunse il comando della missione. Sfortunatamente, i suoi superiori gli negarono di portare con sé un uomo che conoscesse il greco, grazie al quale probabilmente la missione avrebbe avuto altri esiti. Il 5 marzo, dopo aver viaggiato fino al canale e aver allestito un nascondiglio, gli esplosivi furono piazzati nel canale ma anche questa volta non detonarono poiché risalirono a galla. Dieci giorni dopo il quartier generale della SOE al Cairo concluse che la missione era fallita.

## Conseguenze dell'operazione
Il 19 marzo, Cumberlege, ancora nel suo nascondiglio, riportò di essere a conoscenza che la polizia segreta italiana lo stesse cercando. Ad inizio aprile, la Abwehr aveva intercettato dei segnali radio clandestini nell'area di Hydra e inviò tre navi pattuglia per cercare di triangolare la posizione. Una pattuglia tedesca sbarcò nell'area di Tselevinia, scoprendo il nascondiglio di Cumberlege e del suo equipaggio, costringendoli così alla fuga. Nonostante fossero riusciti a scappare, gli inglesi lasciarono in mano tedesca una grande quantità di equipaggiamenti radio per le comunicazioni. Tre giorni dopo il gruppo ricevette un messaggio dalla SOE del Cairo che un sottomarino inglese li avrebbe raggiunti per portarli in salvo, cosa che in seguito si rivelò essere una trappola.
Il 30 aprile, caduti nella trappola dei tedeschi, Cumberlege e i suoi vennero catturati e successivamente portati nella prigione di Averoff, ad Atene. Dopo poco tempo il gruppo venne dapprima internato nel campo di concentramento di Mauthausen-Gusen e poi, nel gennaio del 1944 in quello di Sachsenhausen. Qui il Tenente Cumberlege venne tenuto in isolamento nella famosa Zellenbau. Tra febbraio e aprile 1945 (la data è sconosciuta) Cumberlege fu ucciso dai tedeschi, si presume presso il campo di concentramento di Sachsenhausen o di Flossenbürg, forse assieme al Sergente Maggiore Steele e il Sergente Handley.